# Virgilijus Poderys
Virgilijus Poderys (ur. 18 marca 1961 w Kownie) – litewski menedżer, urzędnik państwowy i polityk, poseł na Sejm Republiki Litewskiej.

## Życiorys
Absolwent fizyki na Uniwersytecie Wileńskim (1984) oraz zarządzania przedsiębiorstwem na Uniwersytecie Witolda Wielkiego (2000).
Od 1984 był badaczem w instytucie naukowym sektora chemicznego. W 1992 przeszedł do administracji rządowej na stanowisko specjalisty w ministerstwie finansów. W tym samym roku podjął pracę w Litewskiej Komisji Papierów Wartościowych. W 1993 został dyrektorem departamentu regulacji, w 1994 zastępcą przewodniczącego, a od 1997 do 2006 pełnił funkcję przewodniczącego tej instytucji. W latach 2006–2007 był doradcą ministra finansów. W latach 2007–2009 był przewodniczącym Państwowej Komisji Kontroli Cen i Energii, następnie został dyrektorem ekonomicznym w przedsiębiorstwie zajmującym się projektem elektrowni atomowej w Wisaginii. W 2010 powołany na dyrektora generalnego Litgridu, litewskiego operatora systemu przesyłowego energii elektrycznej. Pełnił tę funkcję do 2013, później był m.in. dyrektorem generalnym spółki prawa handlowego EPSO-G.
W wyborach w 2016 z ramienia Litewskiego Związku Zielonych i Rolników uzyskał mandat posła na Sejm Republiki Litewskiej. W 2020 opuścił frakcję poselską tej partii.

## Odznaczenia
- Medal Rady Bałtyckiej – 2018[6]